# Word Up!
Pour les articles homonymes, voir Word Up.
Albums de Cameo
Single Life
(1985) Machismo
(1988)
Word Up! est un album de funk et de R&B sorti en 1986 par le groupe Cameo. Le single éponyme extrait fut un hit du R&B/Dance et connut un succès international. Le titre Word up! fit l'objet de plusieurs reprises par d'autres artistes, dont les groupes Korn et Gun.

## Liste des titres
1. Word Up! – 4:21 - L.Blackmon/T.Jenkins
2. Candy – 5:39 - L.Blackmon/T.Jenkins
3. Back and Forth – 6:33 - L.Blackmon/T.Jenkins/K.Kendrick/N.Leftenant
4. Don't Be Lonely – 5:19 - L.Blackmon/T.Jenkins/K.Kendrick/G.Morris
5. She's Mine – 4:37 - L.Blackmon/N.Leftenant/Ray Malloy/A.Matthews
6. Fast, Fierce & Funny – 4:09
7. You Can Have the World – 4:38